# Eden Ben Zaken

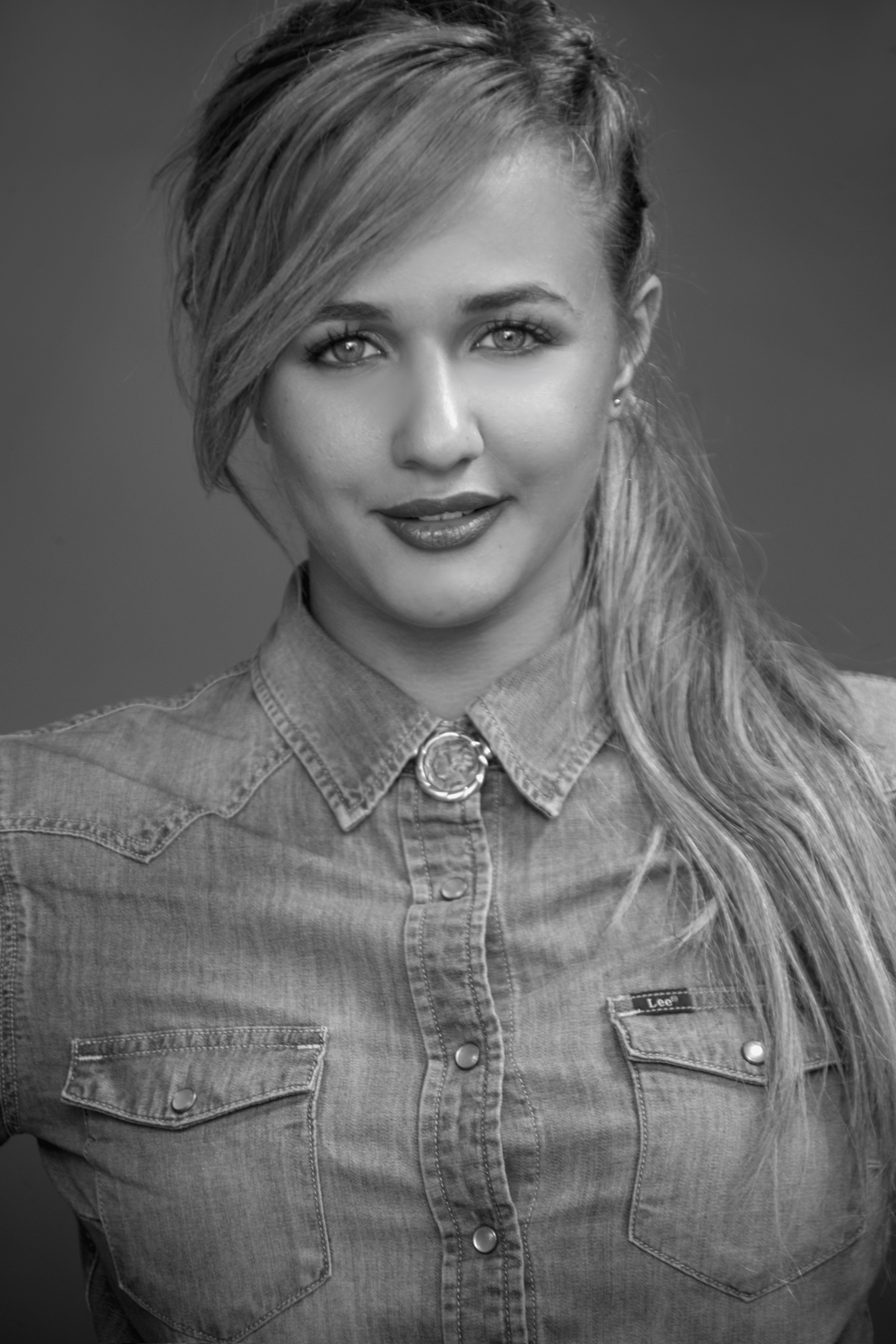
Eden Ben Zaken (2015)

Eden Pessia Ben Zaken (hebräisch עדן פסיה בן זקן; * 8. Juni 1994 in Jerusalem) ist eine israelische Sängerin, Musikerin und Liedtexterin. Bekannt wurde sie vor allem durch ihre Teilnahme bei der ersten Staffel der Castingshow The X Factor Israel. Sie hat in ihrem Land diverse Auszeichnungen gewonnen. So wurde sie viermal in Folge von diversen Radiostationen zur „Sängerin des Jahres“ gekürt.

## Leben
Eden Ben Zaken ist aschkenasischer und sephardischer Abstammung. Ihre Großeltern väterlicherseits sind aus Marokko eingewandert; mütterlicherseits stammen sie aus Polen. Ihre Mutter Maya ist Lehrerin und ihr Vater Shay Oberstleutnant der Reserve beim IDF. Als Eden 1 Jahr alt war, zog ihre Familie nach Kirjat Schmona.
Ben Zaken glänzte in der Schulzeit oft durch Abwesenheit, außerdem rebellierte sie als junge Erwachsene gegen ihre Eltern, woraufhin diese sie 2008 im Alter von 14 in ein Internat steckten. Sie absolvierte die 11. Klasse an einer privaten High School und kehrte danach nach Hause zurück.
Im Jahr 2011 im Alter von 17, nahm sie an den Auditions für die neunte Staffel von Kochav Nolad teil, wurde dort jedoch teils heftig kritisiert und Eden Ben Zaken beschloss deshalb nicht weiter daran teilzunehmen.
2013 im Alter von 18 Jahren wurde sie zu den Castings von X Factor Israel eingeladen, die sie erfolgreich bestand. Wegen den Aufnahmen zu der Show zog sie deshalb nach Ramat Gan. Im Finale wurde sie hinter der philippinischen Pflegekraft Rose Fostanes Zweite.
Im Juli 2014 trat sie ihren zweijährigen Dienst bei den Israelischen Streitkräften an.
In der dritten Staffel von X Factor kehrte sie dorthin zurück, dieses mal allerdings als Gastrichterin und Vertretung für Shiri Maimon, die im Mutterschaftsurlaub weilte. In der vierten Staffel wurde sie erneut als Jurorin eingesetzt. Im Dezember 2022 war sie außerdem im Rateteam und als Sängerin in der israelischen Ausgabe von The Masked Singer zu sehen.

## Musikstil
Ben Zakens Musik ist sehr durch die westliche Popmusik geprägt. Aber auch Einflüsse anderer Stilrichtungen sind darin zu finden, wie Orientalisch, Latin, Soul, Folk, RnB, Reggae und Rap. Ihre eigenen Lieder singt sie auf Hebräisch, gerne werden sie aber auch mit Wörtern oder ganzen Sätzen anderer Sprachen vermischt, wie zum Beispiel Englisch, Arabisch, Französisch, Spanisch oder Italienisch. Bei Lifeacts oder für Radio Galgalatz covert sie auch Werke von anderen Künstlern (Beispiele: Era Istrefi – Bonbon oder Alabina – يا حبيبي ياللا Yalla Bina Yalla). Ihre musikalischen Vorbilder sind Eyal Golan, Sarit Hadad, Christina Aguilera und Beyoncé. Außerdem arbeitet sie oft mit anderen Musikern wie Omer Adam, Idan Raichel oder Eden Hason als Duettpartner zusammen.

## Karriere als Musikerin
Nach Abschluss von X Factor Israel begann sie mit der Arbeit an einem Debütalbum und arbeitete im Mai 2014 mit der Band Ethnix an dem Song Mexicana.

### 2015: Erstes Album: מלכת השושנים (Malkat Hashoshanim)
Im Januar 2015, ein Jahr nach dem Ende der ersten Staffel von The X Factor, veröffentlichte Ben Zaken ihre erste Single namens Mangina. Das Lied erhielt durchwegs positive Kritiken und war ein Erfolg. Im Mai folgte mit Malkat Hashoshanim die zweite Singleauskopplung. Damit stellte sie erstmals den Rekord „The first Israeli music clip that reached 20 million views on YouTube“ auf. Im August folgte mit Shikorim Me'ahava die dritte Single.
Eden Ben Zakens Debütalbum Malkat Hashoshanim erschien am 3. September 2015 und erhielt meist positive Kritiken, die ihre Stimme lobten und sie sogar mit Sarit Hadad verglichen. Die Art ihrer Lieder wurde vor allem von Musikliebhabern des mediterranen Stils sehr geschätzt und wohlwollend aufgenommen.
Pisa Mizichroni wurde als vierte Single herausgebracht. Am 1. Dezember erreichte das Album den Gold-Album-Status, nachdem in einem Monat über 15.000 Exemplare verkauft worden waren. Außerdem den doppelten Platin-Status für 50.000 digitale Downloads. Als fünfte und letzte Single dieses Albums wurde Ende Dezember Alabina ausgekoppelt.

### 2016: Zweites Album: תאמין לי (Ta'amin li)
Im März 2016 brachte sie mit Ta'amin li die erste Single ihres zweiten Albums auf den Markt. Der Song landete sofort als drittes Lied von Ben Zaken auf der ständigen Playlist von Radio Galgalatz. Im Juni 2016 wurde sie dabei fotografiert, wie sie zusammen mit Peer Tasi den Videoclip für ihre zweite Singleauskopplung Kol Ha'ir shelanu drehte. Es war ihre erste Kollaboration mit einem anderen Künstler. Der Song wurde von den Kritikern zerrissen, war aber bei den Radiostationen und auf YouTube mit über 15 Millionen Klicks ein Erfolg. August 2016 erschien mit Tazizu die dritte Single des kommenden Albums. Tazizu war gleichzeitig auch die neue Titelmelodie bei Arutz HaYeladim, einem Fernsehsender speziell für Kinder.
Das zweite Album Ta'amin li erschien am 4. September 2016 und erhielt von den Kritikern durchmischte Rückmeldungen. Einige lobten Ben Zaken für die reifen Texte und den einzigartigen Musikstil, den sie in den Songs des Albums entwickelt hatte: Soul-Musik mit mediterraner Musik zu kombinieren, was bei Fans des Mizrahi-Pops sehr gut aufgenommen wurde. Gleichzeitig wurde mit Af Ehad die vierte Single des Albums veröffentlicht. Es war der erste Song von Ben Zaken, der es bei Galgalatz's wöchentlicher Hitparade auf Platz eins schaffte. Gleichzeitig war es der vierte Song, der auf der ständigen Playlist des Senders landete.
Im November 2016 wurde die fünfte Single Ein Li Otcha herausgebracht, die ein großer Erfolg wurde. Als letzte Single dieses Albums wurde Hayiti Chozeret ausgekoppelt. Das Lied erhielt für seine Originalität durchwegs positive Kritik und auch weil es Ben Zakens erste Single ist, die vollständig aus dem Soul-Musik-Genre stammt.

### 2017: Drittes Album: לזאת שניצחה (Lezot Shenitzcha)
Im Februar 2017 wurde die erste Single ihres kommenden dritten Albums veröffentlicht. Lezot Shenitzcha war ein großer Erfolg auf allen Radiostationen in Israel. Im Mai trat Eden Ben Zaken zusammen mit Peer Tasi, das erste Mal im Caesarea Theater vor 3500 Menschen auf. Dies wiederholten sie auch im Juli und nochmals im September. Später wurde Ben Zaken vom Veranstalter dafür kritisiert, dass sie nicht fähig wäre, als prominenter Künstler einen Abend vor Publikum zu verbringen. Im Mai folgte mit Ratziti die zweite Single. Sie war noch erfolgreicher als Lezot Shenitzcha und schaffte es sofort auf Platz eins bei der wöchentlichen Hitparade von Galgalatz.
Am 6. September 2017 wurde ihr drittes Album Lezot Shenitzcha vorgestellt. Später wurden daraus noch die Singles Kulam Be'eilat und Tzoeket ausgekoppelt. Beide waren in den Charts ebenfalls sehr erfolgreich.

### 2018–2019: Viertes Album: חיים שלי (Chayim Sheli)
Im Januar 2018 veröffentlichte Ben Zaken mit Tel Aviv Balaila die erste Single des kommenden Albums Chayim Sheli. Sie wurde öffentlich dazu kritisiert, dass der Song ein eklatanter Diebstahl von Amy Winehouses Hit Back to Black gewesen sei. Trotzdem erhielt er durchwegs positive Kritiken und landete auf Platz drei der wöchentlichen Hitparade von Galgalatz. Zu den 70. Jom haAtzma’ut-Feierlichkeiten Israels am 18. April 2018, sang Eden Ben Zaken zusammen mit Gali Atari den von ihr 1979 am Eurovision Song Contest vorgetragenen Siegertitel Hallelujah live im Fernsehen. Das Lied wurde danach als Single veröffentlicht. Kurz darauf folgte Ba Li Lechabek Otcha und schließlich Chayim Sheli, mit dem Ben Zaken ihren alten Rekord von 2015 und dem meistgesehenen Video auf YouTube eines israelischen Künstlers innert kürzester Zeit überbot. Das Lied hat aktuell über 52 Millionen Klicks (Stand März 2023).
Im Oktober wurde die Single Meksiko veröffentlicht und im Dezember folgte darauf Mila Shel Gever. Im Januar 2019 folgte das Lied Yaso, eine Koproduktion von Ben Zaken, dem Duo Static and Ben-El und Stephan Legar. Die Single war ein großer Erfolg. Im März wurde mit Tagid li zhe tem bereits die neunte Single ausgekoppelt. Die Kombination von Mizrahi-Pop und Reggae kam bei der Hörerschaft sehr gut an und erhielt durchwegs positive Kritiken. Den Abschluss machte im April die Single Chetsi Medina, kurz bevor das Album veröffentlicht wurde.
Am 14. April 2019 schließlich wurde Ben Zakens viertes Album Chayim Sheli herausgebracht und in den Verkaufsläden oder auf Spotify verfügbar gemacht.

### 2019–2021: Fünftes Album: מועבט (Moabet)
Nach Abschluss des Albums Chayim Sheli, veröffentlichte Eden Ben Zaken bereits im Juli 2019 die erste Single eines zukünftigen fünften Albums. Zusammen mit Eden Hason sang sie Shone Mehanof ein. Im August folgte die Single Bonsoir. Anfang September wurde bekanntgegeben, dass Ben Zaken zusammen mit dem italienischen Künstler Mahmood am 3. Oktober 2019 in Rischon LeZion ein Konzert geben wird. Mitte September wurde eine weitere Duettsingle namens Hazman Shelanu veröffentlicht. Ihr Gesangspartner dabei war Itay Levi.
Im November 2019 veröffentlichte Eden Ben Zaken die Single Egrof und sang dabei indirekt das erste Mal über ihre Gefühle, die sie während ihrer Schwangerschaft erlebte. Das Lied war ein sehr großer Erfolg und landete auf dem ersten Plätzen der wöchentlichen Hitparaden von Media Forest und Galgalatz. Im März 2020 folgte danach mit Kshetavo die zweite Single, in der sie nun offiziell über ihre Schwangerschaft und die bevorstehende Geburt ihres Kindes sang.
Am 8. April 2020 machte Ben Zaken bei der Internetaktion Stay Home #WithMe auf YouTube mit, einer Aktion, die von Social-Media-Plattformen wegen der Corona-Pandemie ins Leben gerufen worden war. Sie veröffentlichte dazu den Song Vehi Sheamda, ein Lied das normalerweise am Sederabend gerne gehört wird. Sie wollte mit der Herausgabe dieses Songs die Leute dazu sensibilisieren, die von der israelischen Regierung und Premier Benjamin Netanjahu erlassenen Reisebeschränkungen zu befolgen und Pessach daheim zu feiern.
Anfang Juli brachte Omer Adam die Single Kuku Riku, ein Gesangsduett mit Ben Zaken auf den Markt. In dem Lied wird neben Hebräisch auch auf Englisch, Arabisch, Spanisch und Italienisch gesungen, ja sogar Tiersprache wird verwendet; der Titel Kuku Riku selbst ist eine Anspielung auf Netta Barzilais Song Toy, dem Siegertitel des Eurovision Song Contest 2018, in dem Barzilai „gackert“. Das Lied wurde von der arabischen Minderheit in Israel über die stereotypische Darstellung von Arabern zum Teil ziemlich heftig kritisiert. Trotzdem war der Song in den sozialen Medien und bei Radiostationen ein Erfolg und knackte auf YouTube schon bald die 10 Millionen-Marke.
Nur ein paar Tage später brachte Eden Ben Zaken selbst eine neue Single auf den Markt: Ahava Shel Ima, eine Coverversion von Zehava Bens Song Chayim Sheli, in dem sie über ihr Mutterglück und die Geburt ihres Sohnes singt. Im September folgte das Lied Ana Majnuna. Anfang November legte Ben Zaken mit einem weiteren Duett namens Chayim Me'usharim nach. Ihr Partner dabei ist Nathan Goshen.
Im November 2020 wirkte Ben Zaken bei Katan Aleinu, einem von Liraz Russo initiierten Projekt, als eine von rund 40 Musikern mit. Bekannt wurde es unter dem Slogan „Israeli All Stars“ und nach Veröffentlichung des Songs forderten die Künstler ihre Fans dazu auf, das Lied fleißig in den sozialen Medien zu teilen: „Mit jedem Teilen von „We got this“ spenden wir Geld, um Krankenhäuser und das Medizinpersonal im Kampf gegen den Coronavirus zu unterstützen“, so Russo, besser bekannt als Static von Static und Ben-El Tavori, „nenn es Live Aid 2020!“
Am 10. Dezember 2020, dem Beginn der Chanukka-Feierlichkeiten, veröffentlichte Ben Zaken das Lied Yesh be ah'hava, ein Duett, das sie zusammen mit Ministerpräsident Benjamin Netanjahu singt. Die Einnahmen dazu sollen an die Organisation Ken LaZaken fließen. Netanjahu: „Es gibt Impfstoffe gegen Corona, aber es gibt keinen Impfstoff gegen Einsamkeit. Es liegt in unseren Händen.“ Der Direktor der Organisation reagierte darauf und drückte sein Missfallen aus, dass Netanjahu Geld für eine Organisation sammele, die mit „einem Problem, das seine Politik verursacht hat“, kämpfe.
Am 25. Januar 2021 folgte mit Mitga'aga'at Ot'cha ihr Duett zusammen mit Idan Raichel. Am 16. März 2021 erschien die Single Higanu Ha-Banot. Als weitere Sängerinnen wirken die israelischen Models Neta Alchimister und Noa Beny mit. Am 23. April 2021 folgte als letzte Singleauskopplung Moabet ein Song, den Ben Zaken zusammen mit dem DJ Itay Galo aufgenommen hatte. Auf Anhieb landete er schon in der ersten Woche bei den wöchentlichen Charts von Galgalatz auf Platz zwei und blieb über Wochen daraufhin unter den ersten zehn. Er war darüber hinaus einer der erfolgreichsten Songs im Jahr 2021. Das fünfte Album, benannt nach der letzten Single, Moabet erschien am 5. Mai 2021.

### 2021–2022: Sechstes Album: עם או בלי לאהוב (Im O' Bli Le'ehov)
Am 30. Mai 2021 veröffentlichte Ben Zaken den Titel Mikhtav Le'akhi, ein Lied, das sie zusammen mit Sängern von Special in Uniform singt. Damit sollen Soldaten unterstützt werden, die trotz einer Behinderung ihren Wehrdienst bei der israelischen Armee absolvieren wollen. Am 7. Juni 2021 folgte mit B'Rechovot Shel Tel Aviv ein Song, der auf dem Album Moabet schon zu finden war. Trotzdem verzeichnete der Clip auf YouTube bereits nach einer Woche schon 833'000 Klicks und landete damit auf dem zweiten Platz. Bis zum Ende des Jahres veröffentlichte sie drei weitere Singles. Memtek machte am 13. August 2021 den Anfang, gefolgt von Filterim Yafim, einem weiteren Duett mit Eden Hason am 4. Dezember 2021. Den Jahresschluss machte am 31. Dezember 2021 Ma Kara? Im Dezember 2021 und im Februar 2022 veröffentlichte die Sängerin außerdem auch zwei Duette, zusammen mit Zehava Ben. Kurz vor dem Albumrelease brachte Ben Zaken am 8. Mai 2022 noch die Single WTF heraus und am 29. Mai legte sie mit einem letzten Duett zusammen mit Eyal Golan nach. Mit der Single Elef Cochavim ging so ein Wunsch von ihr, mit einem ihrer Idole zu singen, in Erfüllung. Am 30. Mai 2022 veröffentlichte sie schließlich ihr sechstes Studioalbum mit dem Titel Im O' Bli Le'ehov.

### 2022–2023: Siebtes Album: 7

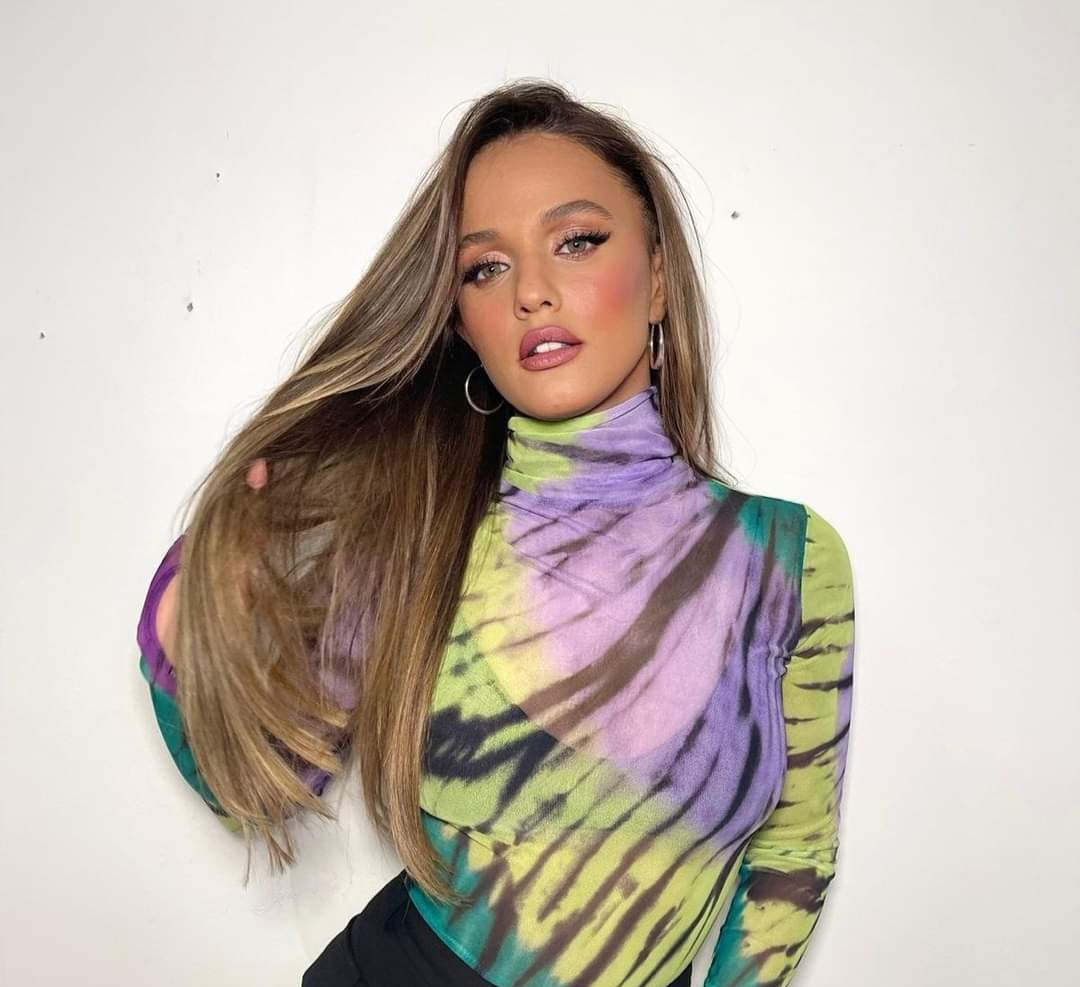
Eden Ben Zaken (2022)

Ein neues Duett zusammen mit der jungen Sängerin Maya Dadon folgte am 15. September 2022. Der Song Le'Hyot Shelcha wurde veröffentlicht. Zuvor hatte Ben Zaken für Dadon schon ein Lied namens Kmo she'ani komponiert, dass auf dem Debütalbum von Maya Dadon zu finden war. Im November veröffentlichte Ben Zaken die Single Kinorot, die bei Media Forest sofort auf Platz eins einstieg. Am 11. Dezember 2022 folgte mit dem Titel Rishon Be'Boker bereits das nächste Duett, zusammen mit den Sängerinnen Anna Zak und Nunu.
Am 3. Januar 2023 veröffentlichte Ben Zaken ihr erstes Live-Album, aufgenommen an der Tournee 2022 im Caesarea Theater und am 27. Januar kam als vorerst letzte die Single Rigush Zmani heraus. Am 13. Juni 2023 veröffentlichte Ben Zaken ihr siebentes Album unter dem Namen 7.
Am 14. Juli 2023 wurde bekannt, dass sie zusammen mit Christina Aguilera auf deren Konzert in Israel ein Duett singen wird. Gemeinsam trugen die beiden Sängerinnen am 11. August 2023 den Titel Hurt vor, mit dem damals Ben Zaken bei X Factor Israel ihre Musikkarriere startete.

### 2023–2024: Achtes Album: דם שלי (Dam Sheli)
Bereits am 21. September 2023 folgte mit dem Titel Mi Ani Biladaycha eine erste Single für ein neues Album. Darin bedankt sich Ben Zaken bei HaSchem für ihr Leben und frag sich zugleich, wer sie ohne ihn überhaupt wäre. Am 1. November 2023 veröffentlichte Ben Zaken eine Neuinterpretation des Lieds Malakhim von Rinat Bar. Es war Ben Zakens Antwort auf den Terrorangriff der Hamas auf Israel am 7. Oktober 2023 und den darauffolgenden Krieg in Gaza. Ben Zaken sagte dazu: „Das Lied wurde ursprünglich vor zwanzig Jahren aufgeführt, aber es fühlt sich an, als wäre es jetzt geschrieben worden.“ Der Blogger Zev Stub empfahl daraufhin das Lied auf The Times of Israel und meinte, es wäre mitreißend, aber auch voller Traurigkeit. Eden Ben Zakens achtes Album namens Dam Sheli erschien schließlich am 12. März 2024.

## Privates
Im Februar 2017 verlobte sie sich mit dem Geschäftsmann Shuki Biton, was sie zum Schreiben des Liedes Meoreset inspirierte. Der Song ist auf dem Album Lezot Shenitzcha enthalten. Die beiden heirateten am 24. Mai 2018. Am 5. Mai 2020 wurde ihr gemeinsamer Sohn Michael geboren. Am 21. März 2023 brachte sie eine Tochter zur Welt.

## Diskografie

### Alben
| Jahr | Titel Übersetzung                                                                       | Anmerkungen                                                   |
| ---- | --------------------------------------------------------------------------------------- | ------------------------------------------------------------- |
| 2015 | מלכת השושנים („Malkat Hashoshanim“) Queen of the Roses Königin der Rosen                | Erstveröffentlichung: 3. September 2015                       |
| 2016 | תאמין לי („Ta’amin li“) Believe me Glaube mir                                           | Erstveröffentlichung: 4. September 2016                       |
| 2017 | לזאת שניצחה („Lezot Shenitzcha“) To The One Who Won An jene, die gewonnen hat           | Erstveröffentlichung: 7. September 2017                       |
| 2019 | חיים שלי („Chayim Sheli“) My Life Mein Leben                                            | Erstveröffentlichung: 14. April 2019                          |
| 2021 | מועבט („Moabet“) Moabet                                                                 | Erstveröffentlichung: 6. Mai 2021                             |
| 2022 | עם או בלי לאהוב („Im O' Bli Le'ehov“) With or without love Mit oder ohne Liebe          | Erstveröffentlichung: 30. Mai 2022                            |
| 2023 | קיסריה 2022 (Live) („Caesarea 2022 (Live)“) Caesarea 2022 (Live)                        | Erstveröffentlichung: 3. Januar 2023                          |
| 2023 | 7 7                                                                                     | Erstveröffentlichung: 13. Juni 2023                           |
| 2023 | הרמיקסים („Remixes“) Remixes                                                            | Erstveröffentlichung: 6. Oktober 2023 Remixes by Roni Meller  |
| 2024 | דם שלי („Dam Sheli“) My Blood Mein Blut                                                 | Erstveröffentlichung: 12. März 2024                           |
| 2024 | מופע העשור (Live) („Mofa Heasor (Live)“) The show of the decade Die Show des Jahrzehnts | Erstveröffentlichung: 23. Mai 2024 auch bekannt als 360° Live |

### Singles
| Jahr | Titel Übersetzung                                                                                      | Anmerkungen                              |
| ---- | --- | ---------------------------------------- |
| 2015 | מנגינה („Mangina“) Melody Melodie                                                                      | Erstveröffentlichung: 11. Januar 2015    |
| 2015 | מלכת השושנים („Malkat Hashoshanim“) Queen of the Roses Königin der Rosen                               | Erstveröffentlichung: 28. Mai 2015       |
| 2015 | פיסה מזכרוני („Pisa Mizichroni“) Every Memory of Me Jede Erinnerung an mich                            | Erstveröffentlichung: 6. Oktober 2015    |
| 2015 | אלבינה („Alabina“) Come on let's go Komm, lass uns gehen                                               | Erstveröffentlichung: 30. Dezember 2015  |
| 2016 | תאמין לי („Ta’amin li“) Believe me Glaube mir                                                          | Erstveröffentlichung: 12. März 2016      |
| 2016 | אין לי אותך („Ein Li Otcha“) I Don’t Have You Ich habe dich nicht                                      | Erstveröffentlichung: 15. November 2016  |
| 2017 | לזאת שניצחה („Lezot Shenitzcha“) To The One Who Won An jene, die gewonnen hat                          | Erstveröffentlichung: 12. Februar 2017   |
| 2017 | רציתי („Ratziti“) I wanted Ich wollte                                                                  | Erstveröffentlichung: 13. Juni 2017      |
| 2018 | תל אביב בלילה („Tel Aviv Balaila“) Tel Aviv at Night Tel Aviv bei Nacht                                | Erstveröffentlichung: 28. Januar 2018    |
| 2018 | חיים שלי („Chayim Sheli“) My Life Mein Leben                                                           | Erstveröffentlichung: 5. Juni 2018       |
| 2019 | חצי מדינה („Chetsi Medina“) Half a Country Das halbe Land                                              | Erstveröffentlichung: 11. April 2019     |
| 2019 | בונסוואר („Bonsoir“) Bonsoir                                                                           | Erstveröffentlichung: 13. August 2019    |
| 2019 | אגרוף („Egrof“) Punch Schlagen                                                                         | Erstveröffentlichung: 22. November 2019  |
| 2020 | כשתבוא („Kshetavo“) When You'll Come Wenn Du kommst                                                    | Erstveröffentlichung: 17. März 2020      |
| 2020 | אהבה של אמא („Ahava Shel Ima“) The Love of a Mother Die Liebe einer Mutter                             | Erstveröffentlichung: 8. Juli 2020       |
| 2021 | ברחובות של תל אביב („B'Rechovot Shel Tel Aviv“) In The Streets Of Tel Aviv In den Straßen von Tel Aviv | Erstveröffentlichung: 7. Juni 2021       |
| 2021 | ?מה קרה („Ma Kara?“) What happened? Was ist passiert?                                                  | Erstveröffentlichung: 31. Dezember 2021  |
| 2022 | WTF WTF                                                                                                | Erstveröffentlichung: 8. Mai 2022        |
| 2022 | כינורות („Kinorot“) Violins Geigen                                                                     | Erstveröffentlichung: 7. November 2022   |
| 2023 | ריגוש זמני („Rigush Zmani“) Temporary Excitement Vorübergehende Aufregung                              | Erstveröffentlichung: 27. Januar 2023    |
| 2023 | משחק קלפים („Mesachek Klafim“) Card Game Kartenspiel                                                   | Erstveröffentlichung: 24. Mai 2023       |
| 2023 | מי אני בלעדיך („Mi Ani Biladaycha“) Who Am I Without You Wer bin ich ohne dich                         | Erstveröffentlichung: 21. September 2023 |
| 2023 | מלאכים („Malakhim“) Angels Engel                                                                       | Erstveröffentlichung: 1. November 2023   |
| 2024 | דם שלי („Dam Sheli“) My Blood Mein Blut                                                                | Erstveröffentlichung: 28. Januar 2024    |
| 2024 | נשבעת אמונים („Nishba'at Emunim“) Pledge of Allegiance Treueschwur                                     | Erstveröffentlichung: 22. Juli 2024      |

### Kollaborationen
| Jahr | Titel Übersetzung | Anmerkungen |
| ---- | --- | --- |
| 2016 | כל העיר שלנו („Kol Ha'ir shelanu“) The Whole City is Ours Die ganze Stadt gehört uns                                                        | Erstveröffentlichung: 7. Juni 2016 Duettpartner: Peer Tasi                                                            |
| 2019 | יאסו („Yaso“) Yaso | Erstveröffentlichung: 15. Januar 2019 mit Static and Ben-El & Stephan Legar                                           |
| 2020 | קוקוריקו („Kuku Riku“) Kuku Riku | Erstveröffentlichung: 2. Juli 2020 Duettpartner: Omer Adam                                                            |
| 2020 | קטן עלינו („Katan Aleinu“) We got this Wir haben das                                                                                        | Erstveröffentlichung: 24. November 2020 Eden Ben Zaken performt in diesem Song als eine von 40 israelischen Musikern. |
| 2020 | יש בי אהבה („Yesh be ah’hava“) I Have Love Ich habe Liebe                                                                                   | Erstveröffentlichung: 10. Dezember 2020 Duettpartner: Benjamin Netanyahu                                              |
| 2021 | מתגעגעת אותך („Mitga’aga’at Ot’cha“) I Miss You Ich vermisse dich                                                                           | Erstveröffentlichung: 25. Januar 2021 Duettpartner: Idan Raichel                                                      |
| 2021 | מועבט („Moabet“) Moabet | Erstveröffentlichung: 23. April 2021 Duettpartner: Itay Galo                                                          |
| 2021 | מכתב לאחי („Mikhtav Le'akhi“) A Letter to My Brother Ein Brief an meinen Bruder                                                             | Erstveröffentlichung: 30. Mai 2021 mit Sängern von Special in Uniform                                                 |
| 2021 | פילטרים יפים („Filterim Yafim“) Beautiful filters Schöne Filter                                                                             | Erstveröffentlichung: 4. Dezember 2021 Duettpartner: Eden Hason                                                       |
| 2021 | טיפת מזל & לזאת שניצחה („Tipat Mazal & Lezot Shenitzcha“) A Drop Of Luck & To The One Who Won Ein Tropfen Glück & An jene, die gewonnen hat | Erstveröffentlichung: 21. Dezember 2021 Duettpartner: Zehava Ben; auch als Mashup bezeichnet                          |
| 2022 | אלף כוכבים („Elef Cochavim“) A Thousand Stars Tausend Sterne                                                                                | Erstveröffentlichung: 29. Mai 2022 Duettpartner: Eyal Golan                                                           |
| 2022 | להיות שלך („Le'Hyot Shelcha“) To Be Yours Dein zu sein                                                                                      | Erstveröffentlichung: 15. September 2022 Duettpartner: Maya Dadon                                                     |
| 2022 | ראשון בבוקר („Rishon Be'Boker“) Sunday morning Sonntag Morgen                                                                               | Erstveröffentlichung: 11. Dezember 2022 mit Anna Zak & Nunu                                                           |
| 2023 | מילה טובה („Mila Tova“) Good Words Gute Worte                                                                                               | Erstveröffentlichung: 23. April 2023 Duettpartner: Rami Kleinstein                                                    |
| 2023 | מקלט בטוח („Miklat Batuach“) Save Haven Sicherer Hafen                                                                                      | Erstveröffentlichung: 30. Juli 2023 Duettpartner: Ofer Levi                                                           |
| 2024 | Godmother | Erstveröffentlichung: 21. August 2024 Duettpartner: Noga Erez                                                         |

## Auszeichnungen
- Gold- und Platinstatus für ihr Album Malkat Hashoshanim[11]
- The first Israeli music clip that reached 20 million views on YouTube, aufgestellt im Jahr 2015 mit Malkat Hashoshanim
- Nomination für den Titel „Best Israeli Act“ von MTV im Jahr 2015
- Sängerin des Jahres: Viermal in Folge (2015, 2016, 2017 und 2018), ermittelt vom Newsportal Mako, in Zusammenarbeit mit dem Fernsehsender Channel 24 und Radiostationen[56][57][58]
- Der einflussreichste Israeli im Alter von 22 Jahren (2016), verliehen durch Mako[59]
- Frau des Jahres in den Jahrescharts von Galgalatz.[60] Außerdem hatte sie 5 Titel in diesen Charts; die höchste Nummer an Titel von einem einzigen Künstler[61]
- Sängerin des Jahrzehnts: 2019, ermittelt durch Mako und Radio Tel Aviv[62]
- Beliebte Sängerin in Israel: 2020, ermittelt durch das Streaming-Portal Yandex.Music[63]

## Trivia
Als Eden Ben Zaken in Staffel eins bei X-Factor das erste Mal auf die Bühne tritt, wird sie von Ivri Lider mit den Worten „Hello Tiger!“ begrüßt. Dies weil sie ein Jumpsuit mit Leopardenmuster trägt. Shiri Maimon fordert sie daraufhin auf, sich zu drehen und meint, das Kleid sei bestimmt sehr teuer gewesen, was Eden mit „Schloschim Shekel!“ (30 Schekel) beantwortet. Dies würde einem Gegenwert von ca. 7,60 € entsprechen. Sie besitzt dieses Jumpsuit noch heute.
Im Februar 2018 ging ein Video viral, in dem Ben Zaken in einer Boutique für Bademoden Bikinis anprobierte. Dabei war sie stellenweise auch nackt zu sehen. Eden Ben Zaken reichte daraufhin eine Beschwerde und Klage bei der Polizei ein und richtete sich öffentlich mit einem Warnschreiben an die Besitzer des Geschäfts, dass unter der Partnerschaft von Neta Alchimister und Noa Beny betrieben wird. Alchimister, selbst unter den Opfern, erklärte anschließend, dass sich jemand ins Überwachungssystem des Ladens gehackt hatte und reichte anschließend zusammen mit ihrer Geschäftspartnerin Beny, ebenfalls Strafanzeige gegen unbekannt ein. Drei Wochen später konnte der Täter, ein Rabbiner aus einer Siedlung im Westjordanland, der die Videos veröffentlicht hatte, ermittelt werden. Ihm drohen bis zu fünf Jahren Haft. Ben Zaken verarbeitete ihre Erlebnisse über den Vorfall später mit dem Lied Chetsi Medina, wo sie zu Beginn singt „Das halbe Land hat deinen Hintern schon gesehen...“.
Filmaufnahmen von der Nissuin (hebräisch für Hochzeit) zwischen Ben Zaken und Biton wurden später für den Videoclip des Liedes Chayim Sheli verwendet.
Der Satz Chayim Sheli ist in der hebräischen Sprache mehrdeutig. Wörtlich übersetzt bedeutet es „Mein Leben“, im allgemeinen Sprachgebrauch wird es aber als Kosename verwendet. So bedeutet der Satz „אני אהבת אתכה חיים שלי“ (ani ohevet otcha chayim sheli) übersetzt nicht „Ich liebe Dich mein Leben“, sondern „Ich liebe dich mein Schatz“.
Im Februar 2020 musste die mittlerweile im 7. Monat schwangere Ben Zaken eine laufende Tournee, die sie mit anderen Künstlern gab, aus gesundheitlichen Gründen abbrechen. Als Ersatz für sie wurde Omer Adam gebucht. Später wurde die Tour wegen der aufkommenden Corona-Pandemie komplett abgesagt.